# Ендришек, Эрик
Э́рик Е́ндришек (словац. Erik Jendrišek; 26 октября 1986, Трстена, Чехословакия) — словацкий футболист, нападающий словацкого клуба «Татран» (Липтовски-Микулаш). Выступал в национальной сборной Словакии.

## Карьера

### Клубная
Профессиональную карьеру начал в 2003 году в клубе «Ружомберок» из одноимённого города. В своём первом профессиональном сезоне сыграл 3 матча, забил 1 гол и стал, вместе с командой, бронзовым призёром чемпионата Словакии. В следующем сезоне сыграл уже в 17 матчах, в которых забил 8 мячей. Сезон 2005/06 стал для Эрика самым успешным в карьере — в 34 матчах он забил 21 гол, благодаря чему стал по итогам сезона лучшим бомбардиром чемпионата, а его высокая результативность помогла «Ружомбероку» сделать «золотой дубль»: завоевать в том сезоне Кубок Словакии и выиграть чемпионат страны. В следующем сезоне сыграл только 2 матча в чемпионате и 1 матч во 2-м квалификационном раунде Лиги чемпионов, выйдя на замену на 77-й минуте проходившего 2 августа ответного домашнего матча против шведского «Юргордена» из города Стокгольм. Матч «Ружомберок» выиграл со счётом 3:1, благодаря чему вышел в следующий раунд, одержав победу над шведами по сумме двух встреч со счётом 3:2.
Сразу же после этого матча Эрик отправился в немецкий «Ганновер 96», в который перешёл в июле на правах годичной аренды с правом последующего выкупа клубом трансфера. В составе «Ганновера» дебютировал 9 сентября 2006 года, выйдя на замену в выездном матче 1-го раунда Кубка Германии 2006/07 против дрезденского «Динамо», в котором его команда одержала победу со счётом 3:2. 26 сентября Эрик дебютировал в Бундеслиге, выйдя на замену на 73-й минуте домашнего матча против леверкузенского клуба «Байер 04», игра завершилась вничью 1:1. За время пребывания в «Ганновере» Ендришек так и не смог закрепиться в основном составе, сыграл всего в 9 матчах команды в чемпионате, ни разу не попав даже в стартовый состав, лишь выходя на замену только во втором тайме.
30 мая 2007 года перешёл в клуб Второй Бундеслиги «Кайзерслаутерн» из одноимённого города, с которым подписал контракт на 3 года. За новый клуб дебютировал 4 августа в выездном матче Кубка Германии 2007/08 против клуба «Вильгельмсхафен» из одноимённого города, в котором его команда одержала победу со счётом 4:0, а 13 августа дебютировал в лиге, в домашнем первом матче сезона против мёнхенгладбахской «Боруссии», игра завершилась вничью 1:1. Поначалу Эрик прочно закрепился в основном составе, за первую половину сезона провёл 16 матчей, в которых забил 5 мячей и отдал 3 голевые передачи партнёрам, однако, во 2-й половине сезона его игра стала менее успешной, в 10 матчах он не смог забить ни одного мяча, и отдал лишь одну голевую передачу. Кроме того, у Эрика возникли проблемы с дисциплиной, а когда тренер предложил ему на выбор штраф или отстранение от первой команды, Ендришек, к удивлению, выбрал 2-й вариант, из-за чего с марта по апрель 2008 года играл за резервный состав клуба в любительской оберлиге «Юго-запад» (5-й уровень системы футбольных лиг Германии). Но вскоре, осознав свою неправоту, Эрик принёс извинения и согласился выплатить штраф. В своём последнем матче за дубль Ендришек сделал хет-трик, после чего вернулся в первую команду.
В первом матче сезона 2008/09 Эрик вышел на замену во втором тайме, когда его команда безнадёжно проигрывала на выезде клубу «Майнц 05» со счётом 0:3. Выход оказался удачным, в середине тайма Ендришек забил 2 гола за 2 минуты, а матч в итоге завершился вничью 3:3. Второй раз в сезоне забил 2 мяча 17 ноября в домашнем матче против ростокской «Ганзы», которую «Кайзерслаутерн» разгромил в той игре со счётом 6:0. Всего в том сезоне провёл 33 матча, в которых забил 14 мячей, став одним из лучших бомбардиров лиги.
В 2010 году Ендришек перешёл в «Шальке-04», но основными нападающими «кобальтовых» стали Клас-Ян Хюнтелар и Рауль, а словак игровой практики почти не получал. В начале 2011 года Ендришек подписал контракт с «Фрайбургом».

### В сборной
Выступал за молодёжную сборную страны, всего провёл в её составе 17 матчей, в которых забил 5 мячей в ворота соперников.
В составе главной национальной сборной Словакии дебютировал 11 октября 2008 года, выйдя в стартовом составе проходившего в Серравалле отборочного матча к чемпионату мира 2010 года против сборной Сан-Марино, в той встрече Эрик отыграл весь матч, а его команда в итоге одержала победу со счётом 3:1. Первый гол забил 11 февраля 2009 года в проходившем в Никосии товарищеском матче со сборной Кипра, который, однако, завершился поражением Словакии со счётом 2:3, а второй мяч за сборную забил на 82-й минуте проходившего в Праге отборочного матча к ЧМ-2010 против сборной Чехии, примечательно, что его гол стал победным в игре, благодаря ему словаки довольно неожиданно выиграли встречу со счётом 2:1.
Кроме того, в 2009 году принял участие в сентябрьских решающих матчах отборочного турнира к чемпионату мира 2010 года: 5 сентября вышел на замену Филипу Голошко на 87-й минуте проходившей в Братиславе ответной встречи против сборной Чехии, завершившейся вничью 2:2 и 9 сентября в проходившем в Белфасте матче против сборной Северной Ирландии, в этой игре Эрик вышел на 80-й минуте, а его команда, одержав победу со счётом 2:0, впервые в истории практически обеспечила себе путёвку в финальную часть чемпионата мира.

## Достижения

### Командные
«Ружомберок»
- Чемпион Словакии: 2005/06
- Бронзовый призёр чемпионата Словакии: 2003/04
- Обладатель Кубка Словакии: 2005/06

### Личные
«Ружомберок»
- Лучший бомбардир чемпионата Словакии: 2005/06 (21 мяч)